# ZZ 탑
ZZ 탑(영어: ZZ Top)은  1969년 텍사스주 휴스턴에서 결성된 미국의 록 밴드이다. 이 그룹은 창립자 빌리 기본스(보컬, 기타), 더스티 힐(보컬, 베이스), 프랭크 비어드(드럼)로 구성되어 있다. 처음에 블루스에 뿌리를 두고 있던 밴드의 스타일은 기본스의 블루스 기타 스타일과 힐과 비어드의 리듬 부분을 기반으로 한 시그니처 사운드와 함께 그들의 경력 내내 발전해 왔다. 그들의 가사는 종종 성적 불순물로 꾸며져 텍사스의 뿌리와 유머 감각에 초점을 맞추고 있다. 긴 턱수염, 선글라스, 그리고 스테트슨 모자 없이는 거의 볼 수 없는 기본스와 힐의 라이브 공연과 똑같은 신체적 외모로 유명한 이 그룹은 몇 번의 정교한 투어를 진행했다.

## 음반 목록
- ZZ Top's First Album (1971)
- Rio Grande Mud (1972)
- Tres Hombres (1973)
- Fandango! (1975)
- Tejas (1976)
- Degüello (1979)
- El Loco (1981)
- Eliminator (1983)
- Afterburner (1985)
- Recycler (1990)
- Antenna (1994)
- Rhythmeen (1996)
- XXX (1999)
- Mescalero (2003)
- La Futura (2012)